# Station Beroun-Popovice
Station Beroun-Popovice is een spoorwegstation in de wijk Popovice van Tsjechische stad Králův Dvůr, ongeveer vier kilometer ten zuidwesten van Beroun. Het station ligt aan spoorlijn 170 die vanaf Beroun via Pilsen naar Cheb loopt. Het station wordt beheerd door de nationale spoorwegonderneming České dráhy in samenwerking met de Staatsorganisatie voor spoorweginfrastructuur (SŽDC).
Beroun ↔ Beroun-Králův Dvůr ↔ Beroun-Popovice ↔ Zdice ↔ Stašov ↔ Praskolesy ↔ Hořovice ↔ Cerhovice ↔ Zbiroh ↔ Kařízek ↔ Mýto ↔ Holoubkov ↔ Svojkovice ↔ Rokycany ↔ Klabava ↔ Ejpovice ↔ Dýšina ↔ Chrást u Plzně ↔ Plzeň-Doubravka ↔ Plzeň hlavní nádraží - Plzeň-Jižní Předměstí ↔ Plzeň-Zadní Skvrňany ↔ Plzeň-Křimice ↔ Vochov ↔ Kozolupy ↔ Plešnice ↔ Pňovany zastávka ↔ Pňovany ↔ Sulislav ↔ Vranov u Stříbra ↔ Stříbro ↔ Milíkov ↔ Svojšín ↔ Ošelín ↔ Pavlovice ↔ Brod nad Tichou ↔ Planá u Mariánských Lázní ↔ Chodová Planá ↔ Mariánské Lázně ↔ Valy u Mariánských Lázní - Lázně Kynžvart - Dolní Žandov - Salajna - Lipová u Chebu - Stebnice - Všeboř - Cheb